# Puits (Costa d'Or)
Puits és un municipi francès, situat al departament de la Costa d'Or i a la regió de Borgonya - Franc Comtat. L'any 2007 tenia 141 habitants.

## Demografia

### Població
El 2007 la població de fet de Puits era de 141 persones. Hi havia 56 famílies, de les quals 16 eren unipersonals (16 homes vivint sols), 16 parelles sense fills, 20 parelles amb fills i 4 famílies monoparentals amb fills.
La població ha evolucionat segons el següent gràfic:
Habitants censats

### Habitatges
El 2007 hi havia 79 habitatges, 59 eren l'habitatge principal de la família, 13 eren segones residències i 7 estaven desocupats. 78 eren cases i 1 era un apartament. Dels 59 habitatges principals, 53 estaven ocupats pels seus propietaris, 5 estaven llogats i ocupats pels llogaters i 1 estava cedit a títol gratuït; 9 tenien tres cambres, 17 en tenien quatre i 33 en tenien cinc o més. 42 habitatges disposaven pel capbaix d'una plaça de pàrquing. A 27 habitatges hi havia un automòbil i a 28 n'hi havia dos o més.

### Piràmide de població
La piràmide de població per edats i sexe el 2009 era:
| Homes | Edats   | Dones |
| ----- | ------- | ----- |
| 0     | 95 o +  | 0     |
| 1     | 90 a 94 | 1     |
| 1     | 85 a 89 | 1     |
| 1     | 80 a 84 | 1     |
| 6     | 75 a 79 | 4     |
| 1     | 70 a 74 | 4     |
| 5     | 65 a 69 | 3     |
| 2     | 60 a 64 | 3     |
| 2     | 55 a 59 | 2     |
| 6     | 50 a 54 | 4     |
| 9     | 45 a 49 | 3     |
| 8     | 40 a 44 | 9     |
| 7     | 35 a 39 | 2     |
| 4     | 30 a 34 | 4     |
| 0     | 25 a 29 | 1     |
| 2     | 20 a 24 | 0     |
| 12    | 15 a 19 | 2     |
| 5     | 10 a 14 | 5     |
| 3     | 5 a 9   | 6     |
| 2     | 0 a 4   | 4     |

## Economia
El 2007 la població en edat de treballar era de 90 persones, 66 eren actives i 24 eren inactives. De les 66 persones actives 65 estaven ocupades (43 homes i 22 dones) i 1 aturada (1 dona i 1 dona). De les 24 persones inactives 6 estaven jubilades, 12 estaven estudiant i 6 estaven classificades com a «altres inactius».

### Ingressos
El 2009 a Puits hi havia 59 unitats fiscals que integraven 140 persones, la mediana anual d'ingressos fiscals per persona era de 19.433 €.

### Activitats econòmiques
Dels 4 establiments que hi havia el 2007, 1 era d'una empresa de fabricació d'altres productes industrials i 3 d'empreses de serveis.
L'any 2000 a Puits hi havia 12 explotacions agrícoles que ocupaven un total de 1.267 hectàrees.

## Poblacions més properes
El següent diagrama mostra les poblacions més properes.